# Heliobolus lugubris
Espèce
Synonymes
- Lacerta lugubris Smith, 1838

Heliobolus lugubris est une espèce de sauriens de la famille des Lacertidae.

## Répartition
Cette espèce se rencontre en Afrique du Sud, en Namibie, en Angola, au Botswana, au Zimbabwe et au Mozambique.

## Publication originale
- Smith, 1838 : Contributions to the Natural History of Southern Africa. Art. VIII. Magazine of natural history, vol. 2, no 14, p. 92-94.